# دالی موشه (بریکینگ بد)
«دالی موشه» (انگلیسی: Peekaboo) ششمین قسمت از فصل دوم مجموعهٔ تلویزیونی درام آمریکایی بریکینگ بد است. این قسمت توسط وینس گیلیگان نوشته و توسط پیتر مداک کارگردانی شده‌است، که برای نخستین بار در ۱۲ آوریل ۲۰۰۹ از ای‌ام‌سی پخش شد.